# Felipe Herrera
Felipe Herrera Lane (Valparaíso, 17 de junio de 1922 - Santiago, 17 de septiembre de 1996) fue un abogado, economista, académico y político socialista chileno, que se desempeñó brevemente como ministro de Estado durante el segundo gobierno del presidente Carlos Ibáñez del Campo.

## Biografía
Hijo de Joaquín Herrera Aguirre y de Inés Lane Délano, contrajo matrimonio dos veces, enlaces que dieron lugar a cuatro hijos, dos en cada uno.
Estudió derecho en la Universidad de Chile donde fue dirigente estudiantil y llegó a ser presidente de la Federación de Estudiantes de la Universidad de Chile FECH en 1945. Juró como abogado en 1947. Entre 1950 y 1951 estudió en Londres gracias a una beca del gobierno británico.
Fue profesor universitario de economía política en Santiago desde 1947 hasta 1958.
Muy implicado en la vida política de su país, en 1953 fue nombrado ministro de Hacienda (durante la segunda presidencia de Ibáñez) y ese mismo año pasó a desempeñarse como gerente general del Banco Central de Chile, entidad que gestionó hasta el año 1958, periodo de fuerte agitación económica producto de la espiral inflacionaria que debió enfrentar el país.
Este último año fue elegido director del Fondo Monetario Internacional y, dos después, presidente del Banco Interamericano de Desarrollo (1960-1970).
En 1976 fue elegido presidente del Consejo de Administración del Fondo de Promoción a la Cultura de la Unesco.
Fue militante del Partido Socialista de Chile y el Partido Socialista Popular hasta 1957.
De vuelta a Chile participó en el gobierno del Presidente Salvador Allende.
En 1988 fue uno de los fundadores del movimiento político Independientes por el Consenso Democrático.

## Obras
- Curso de política económica (1950)
- Los fundamentos de la política fiscal (1952)
- América Latina integrada (1964)
- América Latina: experiencias y desafíos (1974)